# Geheimnis der Mutter
Geheimnis der Mutter (OT: I Remember Mama) ist ein US-amerikanischer Spielfilm aus dem Jahr 1948 über das Leben einer Familie von norwegischen Einwanderern in den USA mit Irene Dunne. Regie führte von George Stevens.

## Handlung
Katrin schreibt an dem letzten Kapitel ihres autobiografischen Romans. In Rückblenden erinnert sie sich an ihre Familie im Jahr 1910. Katrin lebt mit ihren Eltern Marta und Lars Hansen, Auswanderern aus Norwegen, sowie ihren Geschwistern Christine, Dagmar und Nels in einem bescheidenen Haus in San Francisco. Marta leitet die Familie mit strenger und doch gerechter Hand und verwaltet daher auch das Familienvermögen, zu dem alle Mitglieder im Rahmen der Möglichkeiten beitragen. Als Nels den Wunsch äußert, auf die High School zu gehen, wollen ihn alle unterstützen, den Traum zu erfüllen. Gerade als die finanziellen Angelegenheiten geregelt sind, kommt Martas altjüngferliche Schwester Trina zu Besuch und gesteht, Peter Thorkelson, einen Bestatter, zu heiraten. Trina bittet Marta, die gute Nachricht an ihre gemeinsamen Schwestern Sigrid und Jenny zu übermitteln. Wie erwartet, lachen die beiden Frauen zuerst bei der Idee an eine Ehe, doch Marta schafft es mit einer charmanten Drohung, die Zustimmung zur Heirat zu erhalten.
Der Abend kommt und der Untermieter der Familie, der völlig mittellose Jonathan Hyde, liest der Familie aus einem Roman von Charles Dickens vor, was besonders Katrin sehr bewegt. Kurze Zeit später kommt Chris Halvorsen, der freundliche, wenn auch etwas vulgäre Onkel von Marta und Oberhaupt der weitverzweigten Familie, mit seiner Freundin Jessie Brown zu Besuch. Kaum angekommen, fährt er auch schon Dagmar, die an einer Mittelohrentzündung leidet, ins Krankenhaus, obwohl Marta und John moralische Bedenken haben wegen Chris wilder Ehe mit Jessie. Zwischenzeitlich haben sich auch Trina und Peter an den Onkel Peter gewandt und seinen Segen für ihre Verbindung eingeholt. Dagmar wird erfolgreich operiert.
Die Aufregungen im Haushalt der Hansens halten an. Gerade ist Dagmar aus dem Krankenhaus zurück, als sie von der schweren Krankheit ihrer Katze erfährt. Am selben Nachmittag zieht Mr. Hyde aus und Marta findet in seinem Zimmer sowohl einen – leider ungedeckten – Scheck und die umfangreiche Büchersammlung ihres Untermieters. Zuerst ist die Familie sehr enttäuscht über den Betrug von Mr. Hyde, doch Marta erklärt, dass Bücher, und damit Wissen und Erfahrungen, wertvoller seien als jedes Geld der Welt. Einige Zeit später erfährt Marta, dass Onkel Chris im Sterben liegt. Sie fährt in Begleitung von Katrin zu ihrem Onkel, um Abschied zu nehmen. Auf dem Sterbebett enthüllt der alte Mann der erstaunten Marta, völlig abgebrannt zu sein. Gleichzeitig gesteht er, bereits seit Jahren legal mit Jessie verheiratet gewesen zu sein. Aufgrund der Ablehnung von Sigrid und Jenny habe er dies jedoch stets geheim gehalten. Alle Beteiligten stoßen ein letztes Mal auf Onkel Chris an, der daraufhin im Kreise seiner Familie stirbt. Marta erzählt ihren Schwestern daraufhin die ganze Wahrheit und bringt ihre Vorwürfe zum Schweigen.
Marta will ihrer Tochter helfen, eine erfolgreiche Autorin zu werden und begibt sich zu Florence Dana Moorhead, die für ihr literarisches Talent und ihre Leidenschaft für gutes Essen gleichermaßen berühmt ist. Marta überzeugt die Autorin, eine von Katrins Geschichten zu lesen im Gegenzug für ein Geheimrezept für Fleischbällchen. Marta kommt heim, nur um Katrin vorzufinden, die all ihre Entwurfe zerreißt. Erst als ihre Mutter ihr von Miss Moorhead ausrichtet, sie habe das Talent für eine große Schriftstellerin, solange sie über das schreibe, was sie kenne und erlebt habe, beruhigt sich Katrin wieder. Katrin überarbeitet eine ihrer Kurzgeschichten und bekommt prompt ein Honorar in Höhe von 500 Dollar. Von dem Geld kauft sie ihrer Mutter einen Wintermantel und gesteht ihr gleichzeitig, dass sie die Heldin ihrer Geschichte sei. Sie beginnt, ihre Geschichte vorzulesen und der letzte Satz lautet:
Aber vor allem erinnere ich mich an Mama.

## Hintergrund
Der Film basiert auf dem gleichnamigen Bühnenstück von John Van Druten und dem diesem zugrunde liegenden autobiografischen Roman Mama’s Little Bank Account von Kathryn Forbes. Das Stück brachte es seit seiner Premiere 1944 am Broadway auf 713 Aufführungen. RKO Pictures kaufte sowohl die Buchrechte für 50.000 US-Dollar als auch die Rechte an dem Theaterstück. Zwar hatte das Studio sich damit auch den Zugriff auf die Dienste der Bühnenschauspieler gesichert, doch nur Oskar Homolka trat dann auch in der Verfilmung auf. Mady Christians, die Mama in der Bühneninszenierung, wurde ebenso wenig übernommen wie der junge Marlon Brando, der sein Broadway-Debüt als Nels gegeben hatte. Die Besetzung der Hauptrolle war zunächst mit einigen Problemen verbunden. Die Produzentin Harriet Parsons, Tochter der Kolumnistin Louella Parsons wollte zunächst Katina Paxinou, eine Griechin, die 1943 den Oscar als beste Nebendarstellerin in Wem die Stunde schlägt gewann, für die Rolle. Dann spielte Parsons mit dem Gedanken, Greta Garbo zu einem Comeback zu überreden. Die Schauspielerin, die das Angebot parallel mit der Rolle der mörderischen Mrs. Paradine in Der Fall Paradin erhielt, sandte ein Telegramm mit der Zeile: Keine Mamas, keine Mörderinnen. Ebenso wenig Erfolg hatte der Versuch von Marlene Dietrich, sich für die Rolle ins Gespräch zu bringen. Sie ließ über ihren Freund, den Regisseur Mitchell Leisen, bei RKO Pictures vorfühlen, erhielt jedoch eine Absage, dass sie viel zu glamourös und weltgewandt für die Anforderungen des Parts sei. Es war George Stevens, der nach dem überwältigenden finanziellen Erfolg von Unser Leben mit Vater der Verfilmung eines legendären Broadway-Erfolges, Irene Dunne vorschlug. Beide hatten 1941 bereits bei Akkorde der Liebe zusammengearbeitet und kannten sich gut. Der Film wurde von Stevens mit dem üblichen Sinn für Detail vor Ort in San Francisco gedreht.
Dunne erhielt für die Rolle ihre fünfte und letzte Nominierung als beste Hauptdarstellerin, verlor aber gegen Jane Wyman in Schweigende Lippen. Es sollte dennoch Dunnes Lieblingsrolle werden. Sie meinte dazu in einem Interview:

“I thought she was a wonderful woman. It was probably the only time I played a real character part. It will always be very special to me.”

„Ich halte sie für eine wundervolle Frau. Es war vielleicht das einzige Mal, dass ich eine wirkliche Charakterrolle hatte. Der Film wird immer etwas besonderes für mich sein.“

Irene Dunne und Barbara Bel Geddes wiederholten ihre Rollen in der populären Radioshow Lux Radio Theatre am 30. August 1948. Kurze Zeit danach wurde aus dem Stoff eine sehr erfolgreiche Fernsehserie, die von Juli 1949 bis März 1957 mit Peggy Wood als Mama gesendet wurde. 1979 wurde mit Liv Ullmann I Remember Mama als Musical auf die Bühne gebracht, dies jedoch ohne besonderen Erfolg.

## Kinoauswertung
Die Akkuratesse, mit der George Stevens den Film drehte, zog ein eskalierendes Budget von insgesamt 3.068.000 US-Dollar nach sich. Trotz teilweise glühender Kritiken musste RKO am Ende einen Verlust in Höhe von 1.040.000 US-Dollar hinnehmen. Das Studio musste zudem 50 % der Einnahmen an Paramount Pictures abführen. Paramount hatte kurz vor Verleih alle Rechte an dem Film von Produktionsgesellschaft Liberty Films, die Stevens gemeinsam mit William Wyler und Frank Capra 1946 gegründet hatte, aufgekauft.

## Kritiken
In der New York Times war eine sehr wohlwollende Rezension zu lesen, die unter anderem befand:

„Wie das Buch und das Stück zuvor, sollte sich auch der Film als unwiderstehlich erweisen, zumal Produzent und Regisseur George Stevens das John van Druten Stück dank einer unbekümmerten Adaption von DeWitt Bodeen, mit all seiner genialen Persönlichkeit auf die Leinwand gebracht hat.“

Für das Lexikon des internationalen Films ist der Film ein

„sorgfältig gearbeiteter Familienfilm ohne besondere Höhepunkte, aber mit viel Gefühl und guten Darstellern.“

## Auszeichnungen
Der Film ging mit fünf Nominierungen in die Oscarverleihung 1949, gewann jedoch in keiner Kategorie:
- Bester Hauptdarsteller – Oskar Homolka
- Beste Hauptdarstellerin – Irene Dunne
- Beste Nebendarstellerin – Barbara Bel Geddes
- Beste Nebendarstellerin – Ellen Corby
- Beste Schwarzweiß-Kamera – Nicholas Musuraca

Bei der Golden-Globe-Verleihung erhielt der Film eine Auszeichnung:
- Beste Nebendarstellerin – Ellen Corby